# Bertus Bul
Rombertus (Bertus) Bul (Rotterdam, 16 mei 1897 – 4 oktober 1972) was een Nederlands voetballer die als verdediger speelde.
Bul begon met voetballen bij RVV Transvalia en speelde tussen 1917 en 1930 in totaal 187 wedstrijden voor Feijenoord waarbij hij 12 doelpunten maakte. Ook zijn jongere broer Janus speelde voor Feijenoord. Tussen 1923 en 1926 speelde hij zes wedstrijden voor het Nederlands voetbalelftal. In het dagelijks leven was Bul havenarbeider. In Rotterdam is een straat naar hem vernoemd.